# Chemdat
Chemdat (hebr. חמדת) – wieś położona w samorządzie regionu Bika’at ha-Jarden, w Judei i Samarii, w Izraelu.
Leży w Dolinie Jordanu, na północ od miasta Jerycho.

## Historia
W 1979 w miejscu tym Siły Obronne Izraela utworzyły niewielką bazę wojskową, przy której w 1997 powstała wieś.